# Пали инквизитор
Пали инквизитор — готска новела је антиутопијска и постмодернистичка новела са елементима хришћанске фантастике коју је написао Алекса Ђукановић (1998), а издата је у Библиотеци ОПУС издавачке куће Пресинг 2021. године.

## Радња
Радња новеле смештена је у не тако далекој будућности, у Риму, у Апостолској палати, у Ватикану – где група најеминентнијих ватиканских егзорциста врши обред истеривања нечастивог из запоседнутог папе Силвестера VIII. Ђавоимани папа притом умире, ватиканска политичка машинерија све чини да сакрије и заташка застрашујући догађај, а убрзо канонизује и проглашава папу Силвестера VIII за свеца.

## Значај новеле
Пали инквизитор пре свега тематизује религијско лицемерје а затим и неке од савремених политичко-друштвених табуа. Но, ова новела, на седамдесетак страна превасходно носи у себи оштру критику друштва, цркве, и сваке људске заједнице „где су људи спремни зарад частољубља и каријеризма на фаустовски пакт са ђаволом“. Људске ликове у Палом инквизитору представљају раблеовске разобличене карикатуре: грешни папа Силвестер VIII, отац Франческо – који представља оличење људског полтронства, затим кардинали Умберто Вазари и Ангело Роси, као и на десетине неименованих упосленика у великој машинерији политичке и религијске моћи Ватикана, али – без сумње аутор је успео да их прикаже, све заједно као једну „галерију моралних наказа“, и да таквим дескрипцијама (које су помешане са знатним фрагментима чисте фантастике или фантастичног реализма) апсолутно реално прикаже основне људске особине у тренутку дограбљења било какве земаљске моћи – за шта је метафора Ватикана као места и симбола „религијске“ моћи кроз векове (а који је више него и једна друга политичка или верска организација у историји, био потресан сличним скандалима) узета као најпогоднија.

## Књижевна критика и реакције
Књижевна критика и читаоци су врло афирмативно оценили Ђукановићеву новелу Пали инквизитор. Навешћемо само неке од критичких судова. Зоран Живковић, књижевник и најпознатији теоретичар фантастике код нас, описао је Ђукановићевог Палог инквизитора „китњастом, и готово барокном новелом“; писац и преводилац, Жарко Радаковић у кратком предговору који је публикован у књизи, у изворном издању Пресинга, написао је: 
„... Попут филмског аутора Квентина Тарантина Алекса Ђукановић се уписује у историографију и од ње и њених некада пребрзо произведених факата чини оно што је једино могуће: враћа ствари на почетак, у време пре него што ће историјске чињенице настати (...) утолико се Ђукановић најслободније и најсувереније препушта свим књижевно-уметничким поступцима: бриљантним (овде барокним па и раблеовским) језиком искривљује реалије, увећава их, смањује, карикатуризује, гужва их, па их исправља, пегла, баца у кош, те их вади из коша да бих их свакојако онеобичавао, зачуђавао, преобраћао у нешто друго, преображено.“; 
Мирољуб Тодоровић, књижевник и утемељивач неоавангардне сигналистичке уметности: 
„Бритким наративним рукописом Алекса Ђукановић створио је једну веома успелу фантазмагоријску новелу!“
Мср Душан Пејић, председник жирија за доделу Просвјетине књижевне награде "Звонимир Шубић“:
„Пали инквизитор издваја се међу осталима већ и на графостилемском плану, односно визуелно, будући да се аутор у њој вјешто користи и курзивом и верзалом, али и фуснотама, што текст чини примамљивим већ на први поглед. Мноштво фуснота, обиље стручне и латинске лексике, као и навођење (реалних или измаштаних) извора и грађе за овај рад  – представља вјешто и успјело постмодернистичко комбиновање (псеудо)научнога и књижевноумјетничкога стила. Доминантан књижевни метод који је примјењен у овој причи је   нешто што се данас не виђа често – па је тако изузетак међу осталим радовима – а то је гротеска, у комбинацији са иронијом, сарказмом, хумором и сатиром. Попут Раблеа у Гаргантуи и Пантагруелу  аутор у Палом инквизитору разобличава скривену страну Римокатоличке цркве, а прије свега религијско лицемјерје попут оног молијеровског у Тартифу ако не и горег. Римокатоличка црква је, као што је и општепознато, и кроз  вијекове, а нарочито у посљедње вријеме имала бројне и разноврсне скандале, па није ни чудо што аутор баш њу тематизује, али овдје не треба Римокатоличку цркву схватити буквално него у једном симболичком кључу, као  симбол свих вјерских (и не само њих) заједница, гдје су људи зарад частољубља и каријеризма спремни на свашта, па и на фаустофски пакт са ђаволом (чак и папа а некмоли остали). Вјешто  приказан и караказан полтрона који увијек неумитно постоје око великих и моћних, па и око симбола таквих – што је у овом случају измишљени папа. Необичан је и оригиналан стил којим је приповијетка испричана, а неодољиво подсјећа на дјела барокне (под утицајем цркве, мистицизам) књижевности, по својој кићености, расплинутости, претјеривањима, латинизмима, библијским алузијама итд., што је потпуно саобразно тематици дјела, а то је критика друштва и цркве“.  

## Литерарни утицаји
Утицаји других књижевних дела на Ђукановићевог Палог инквизитора су знатни. Понајпре Раблеов Гаргантура и Пантагруел, затим Мајстор и Маргарита Булгакова, след приповедања и обиље фуснота подсећа на пародирани прозни поступак Х. Л. Борхеса, док поетика страве у готском маниру, највише наличи на стокеровску. Референтна тачка је роман Андреа Жида Подруми Ватикана. 

## Награде
Новела је првонаграђена Просвјетином књижевном наградом „Звонимир Шубић“ за 2021. годину, на конкурсу СПКД Просвјете, и Наградом "Лукијан Мушицки" 2022. године.